# Charencey (Orne)
Charencey  is een gemeente in het Franse departement Orne (regio Normandië). De plaats maakt deel uit van het arrondissement Mortagne-au-Perche. Charencey  is op 1 januari 2018 ontstaan door de fusie van de gemeenten Normandel, Moussonvilliers en Saint-Maurice-lès-Charencey. 
1. ↑  Populations de référence 2022.